# Branche principale (mathématiques)
Pour les articles homonymes, voir Branche principale.
En analyse complexe, la branche principale est une détermination particulière d'une fonction analytique complexe multiforme, telle que la fonction racine n-ième ou le logarithme complexe. Cette détermination arbitraire est souvent choisie de façon à coïncider avec une fonction de la variable réelle, c'est-à-dire que la restriction de la branche principale à ℝ prend des valeurs réelles.

## Exemples

### Réciproque de l'exponentielle
Une façon de visualiser la branche principale d'une fonction est de considérer ce qui se passe avec la réciproque de la fonction exponentielle complexe.
La fonction exponentielle est une application de ℂ dans ℂ définie par :
{\displaystyle \exp(z)={\rm {e}}^{a}\cos b+{\rm {i~e}}^{a}\sin b}, où {\displaystyle z=a+b{\rm {i}},a\in \mathbb {R} ,b\in \mathbb {R} ,{\rm {i}}^{2}=-1.}
De par le caractère périodique des fonctions trigonométriques en jeu, il est clair que le logarithme complexe n'est pas, lui, une application. On peut le voir de la façon suivante :
{\displaystyle \operatorname {Re} (\log(z))=\log({\sqrt {a^{2}+b^{2}}})}
et
{\displaystyle \operatorname {Im} (\log(z))=\arctan(b/a)+2\pi k}, où {\displaystyle k} est un entier relatif quelconque.
Tout nombre log(z) défini ainsi sera tel que exp(log(z)) = z : dès que z n'est plus réel, c'est-à-dire dès lors que b est non nul, il y a donc une infinité dénombrable de déterminations possibles pour le calcul de log(z). On dit pour cette raison que la fonction log est multiforme. De telles fonctions présentent un point de branchement ou point de ramification, qui est un point singulier. En ce point s'échangent les différentes déterminations. Dans le cas du logarithme complexe, z = 0 est un point de branchement.
Au cours d'une démonstration ou au cours de la résolution d'une question de physique, et parce qu'on manipule le plus souvent des arguments réels, on peut convenir de poursuivre les calculs avec une détermination particulière, arbitraire. Comme le problème de la détermination ne se pose pas tant que z est un réel positif, on définit la détermination en considérant un z réel négatif : cela revient à considérer une coupure du plan complexe le long de la partie négative de la droite réelle.
Par exemple, dans le cas du logarithme, on peut convenir que la partie imaginaire de la détermination sera comprise entre −π et π. C'est la branche principale de la fonction logarithme. On la désigne souvent avec une majuscule à l'initiale, Log(z). Ainsi, on a :
{\displaystyle {\begin{cases}\operatorname {Re} {({\mbox{Log}}(z))}=\log({\sqrt {a^{2}+b^{2}}})\\\operatorname {Im} {({\mbox{Log}}(z))}=\arctan(b/a)\end{cases}}}.

### Réciproque de la fonction puissance
Une branche principale plus familière, restreinte aux nombres réels, est l'élévation à la puissance 1/2.
On considère donc la relation y = x1/2, où x est une réel positif quelconque.
Cette relation peut être satisfaite pour toute valeur de y égale à une racine carrée de x (positive ou négative). Quand y est la racine carrée positive, on écrit y = √x. 
Dans ce cas, la racine carrée positive est une fonction qui est la branche principale de la fonction multiforme x1/2. 
On utilise surtout les branches principales pour la définition des fonctions trigonométriques inverses.